# Буршајд (Немачка)
Буршајд (њем. Burscheid) град је у њемачкој савезној држави Северна Рајна-Вестфалија. Једно је од 8 општинских средишта округа Рајниш-Бергиш. Према процјени из 2010. у граду је живјело 18.727 становника. Посједује регионалну шифру (AGS) 5378008, NUTS (DEA2B) и LOCODE (DE BCD) код.

## Географски и демографски подаци
Буршајд се налази у савезној држави Северна Рајна-Вестфалија у округу Рајниш-Бергиш. Град се налази на надморској висини од 88-251 метра. Површина општине износи 27,4 km². У самом граду је, према процјени из 2010. године, живјело 18.727 становника. Просјечна густина становништва износи 684 становника/km².

## Међународна сарадња
| Мјесто  | Држава     | Врста сарадње | Од    |
| ------- | ---------- | ------------- | ----- |
| Буршајд | Луксембург | партнерство   | 2007. |
| Ормож   | Словенија  | контакт       | 1980. |
| Ег      | Аустрија   | партнерство   | 1968. |
| Извор   |            |               |       |